# Paleosepharia legenda
Paleosepharia legenda is een keversoort uit de familie bladkevers (Chrysomelidae). De wetenschappelijke naam van de soort werd in 1996 gepubliceerd door Mohamedsaid.